# Ulisses 31
Ulisses 31 (jap. 宇宙伝説ユリシーズ31 Uchū Densetsu Yurishīzu Sātīwan; fr. Ulysse 31) – japońsko-francuski serial animowany na podstawie Odysei Homera i mitologii greckiej.

## Opis fabuły
XXXI wiek. Pochodzący z Ziemi Ulisses, komandor statku kosmicznego Odyseja, zamierza wraz ze swoim synem Telemachem i towarzyszami wrócić z kosmicznej bazy planety Troi na rodzinną planetę. Na Odysei świętując dwunaste urodziny Telemacha, ten zostaje porwany przez mnichów z wędrującej planety. Wraz z dwoma innymi więźniami – Yumi i Numajosem z planety Zatra ma zostać złożony w ofierze ich bóstwu – cyklopowi Polifemowi. Ulisses ratuje trójkę i zabija Polifema, jednak tym samym ściąga na siebie gniew bogów Olimpu. Za karę pozbawiają załogę Odysei i Numajosa oznak życia oraz kasują wszystkie dane kursu na Ziemię. Jedynie Ulisses, Telemach, Yumi i robot Nono zostali przy życiu i teraz muszą błąkać się po nieznanej przestrzeni kosmicznej poszukując królestwa Hadesa, gdyż tylko wtedy dotrą na Ziemię, a pozostali bywalcy Odysei wrócą do życia.

## Obsada głosowa
| Postać   | Wersja francuska                        | Wersja japońska                    | Wersja japońska |
| Postać   | Wersja francuska                        | Nagoya Broadcasting Network (1982) | NHK (1992)      |
| -------- | --------------------------------------- | ---------------------------------- | --------------- |
| Ulisses  | Claude Giraud                           | Masane Tsukayama                   | Osamu Kobayashi |
| Telemach | Fabrice Josso (odc. 1-15, 19-21, 25-26) | Yū Mizushima                       | Nobuo Tobita    |
| Telemach | Jackie Berger (odc. 16-18, 22-24)       | Yū Mizushima                       | Nobuo Tobita    |
| Yumi     | Séverine Morisot                        | Sumi Shimamoto                     | Akiko Yajima    |
| Nono     | Jacques Ebner                           | Mayumi Tanaka                      | Miki Narahashi  |
| Nono     | Pierre Ebner                            | Mayumi Tanaka                      | Miki Narahashi  |
| Shyrka   | Évelyne Séléna                          | brak danych                        | brak danych     |
| Shyrka   | Sylvie Moreau                           | brak danych                        | brak danych     |
| Posejdon | Jean Topart                             | Shōzō Hirabayashi                  | Kan Tokumaru    |
| Zeus     | Jean Topart                             | Shōzō Hirabayashi                  | Kan Tokumaru    |
| Numajos  | Thierry Bourdon                         | brak danych                        | brak danych     |
| Numajos  | Gilles Laurent                          | brak danych                        | brak danych     |
| Nestor   | Jean Barney                             | brak danych                        | brak danych     |

## Wersja polska

### Pierwsza wersja dubbingu z 1991 roku(odc. 1–26)
Wersja polska: Telewizyjne Studia Dźwięku – Warszawa
Reżyseria: Andrzej Kowal
Asystent reżysera: Dorota Kawęcka
Dialogi:
- Elżbieta Kowalska (odc. 1, 12-14, 17, 19, 21, 22, 25-26),
- Joanna Klimkiewicz (odc. 2-3, 5-7, 9-10),
- Marzena Kamińska (odc. 2-3, 10)

Dźwięk: Andrzej Kowal
Opracowanie muzyczne: Barbara Kolago
Aranżacja: Jacek Bąk
Tekst piosenki: Dorota Gellner
Kierownictwo produkcji: Ewa Borek
Wystąpili:
- Andrzej Ferenc –
  - Ulisses,
  - sobowtór Ulissesa (odc. 14),
  - Odyseusz (odc. 23)
- Cezary Kwieciński –
  - Telemach,
  - sobowtór Telemacha (odc. 14),
  - Telemach z przeszłości (odc. 23)
- Halina Chrobak –
  - Yumi,
  - sobowtór Yumi (odc. 14)
- Tomasz Kozłowicz – Nono
- Dorota Kawęcka –
  - Shyrka,
  - poławiaczka pereł #3 (odc. 10),
  - Parki (odc. 12),
  - mieszkanki Lemnos (odc. 21)
- Andrzej Bogusz –
  - Posejdon,
  - Priam (odc. 1),
  - robot-budzik (odc. 4),
  - jeden z piratów (odc. 13),
  - Cortex (odc. 22),
  - stary Lotofag (odc. 24)
- Krzysztof Ibisz – 
  - Numajos,
  - Lote (odc. 24)
- Włodzimierz Bednarski –
  - Nestor,
  - Zeus
- Ewa Serwa –
  - Eurykleja,
  - bogini z Olimpu (odc. 1),
  - żona Aeolisa (odc. 6),
  - robot-pokojówka (odc. 10),
  - poławiaczka pereł #1 (odc. 10),
  - stara robotnica (odc. 21)
- Maciej Gudowski – Narrator (czołówka, odc. 1)
- Jan Kulczycki –
  - przywódca mnichów czczących Polifema (odc. 1),
  - robot medyczny (odc. 1)
- Jacek Jarosz –
  - hologram na szpitalnej planecie (odc. 2),
  - starzec (odc. 13),
  - jeden z piratów (odc. 13)
- Leopold Matuszczak – Heratos (odc. 3)
- Barbara Bursztynowicz –
  - Atina (odc. 3),
  - Parki (odc. 12)
- Mirosław Wieprzewski – Chronos (odc. 4)
- Zbigniew Borek –
  - roboty Chronosa (odc. 4),
  - jeden z zaklętych Zatrian (odc. 5),
  - jeden z synów Aeolisa (odc. 6),
  - robotyczny sługa Aeolisa (odc. 6),
  - robot kuchenny (odc. 7, 10, 14, 24),
  - jeden z piratów (odc. 13),
  - rekiny Posejdona, mieszkańcy Nereopolis (odc 17),
  - Egeusz (odc. 18),
  - dowódca rekinów Posejdona (odc. 21),
  - Krezus (odc. 21),
  - jeden ze strażników fabryki (odc. 21),
  - żołnierz (odc. 23),
  - Teoklimenos (odc. 23),
  - jeden z zalotników (odc. 23),
  - Orfeusz (odc. 26)
- Joanna Wizmur – Czarodziejka (odc. 5)
- Krzysztof Kumor – Aeolis (odc. 6)
- Magdalena Wołłejko – Aeolia (odc. 6)
- Jacek Dzisiewicz –
  - Syzyf (odc. 7),
  - Agelaos (odc. 23),
  - Hades (odc. 26)
- Mariusz Leszczyński –
  - Sfinks (odc. 9),
  - rybak #1 (odc. 10),
  - pałacowy strażnik (odc. 10)
- Monika Gabryelewicz – Hermiona (odc. 9)
- Stanisław Olejniczak – Lustro Prawdy (odc. 9)
- Jacek Bursztynowicz – Wielki Antyfitos (odc. 10)
- Józef Mika – rybak #2 (odc. 10)
- Jolanta Grusznic –
  - Penelopa (odc. 10),
  - pałacowa służka (odc. 10),
  - poławiaczka pereł #2 (odc. 10)
- Ryszard Olesiński – głos na nagraniu wzywający S.O.S. (odc. 11)
- Andrzej Butruk – herszt piratów (odc. 13)
- Maria Wilma-Hinz – syreny (odc. 13)
- Agata Gawrońska-Bauman –
  - syreny (odc. 13),
  - jedna z Lotofażek (odc. 24)
- Marcin Sosnowski - Nereus (odc. 17)
- Stanisław Brudny – Minos (odc. 18)
- Małgorzata Drozd – Ariadna (odc. 18)
- Grzegorz Wons – Tezeusz (odc. 18)
- Jaromir Chomicz – Proteus (odc. 19)
- Wojciech Magnuski – Atlas (odc. 19)
- Małgorzata Boratyńska – Hypsipyle (odc. 21)
- Jakub Grzegorek – Toas (odc. 21)
- Cezary Pazura –
  - członek Rady Czterech (odc. 21),
  - jeden z przechodniów dyskutujących o powrocie Odyseusza (odc. 23),
  - Charon (odc. 26)
- Jerzy Złotnicki – jeden ze strażników fabryki (odc. 21)
- Agnieszka Pilaszewska – Nanette (odc. 22)
- Iwona Rulewicz – Penelopa z przeszłości (odc. 23)
- Rafał Żabiński – Eurymach (odc. 23)
- Małgorzata Dropko – Kalipso (odc. 25)
- Barbara Zielińska – mieszkanki Kryształowej Planety (odc. 25)

i inni
Piosenkę śpiewał: Mieczysław Szcześniak
Lektor:
- Maciej Gudowski (odc. 1-4, 8, 10-14, 17-19, 21-26),
- Stanisław Olejniczak (odc. 5-7, 9)

#### Druga wersja dubbingu z 2000 roku(odc. 11–14)
Wersja polska: Studio Eurocom
Dialogi: Dariusz Paprocki
Dźwięk i montaż: Jacek Kacperek
Kierownictwo produkcji: Jerzy Wiśniewski
Wystąpili:
- Andrzej Ferenc – Ulisses
- Cezary Kwieciński – Telemach
- Włodzimierz Press – Nono
- Mariusz Leszczyński – Posejdon
- Ewa Serwa
- Izabela Dąbrowska

Piosenkę śpiewał: Mieczysław Szcześniak

### Kasety VHS
Dystrybutor kaset VHS w Polsce – Europol Communications EUROCOM sp. z o.o. 
Kasety bez licencji do wypożyczania - na każdej kasecie znalazły się 2 odcinki serialu:
- kaseta 1:
  1. Zemsta bogów
  2. Tajemnicza kula
- kaseta 2:
  1. Chronos, władca czasu
  2. Tajemnica Sfinksa
- kaseta 3:
  1. Strażnik kosmicznych wiatrów
  2. Wieczna kara
- kaseta 4:
  1. Świątynia Lestrigonów
  2. Kwiaty strachu

Kasety VHS z licencją do wypożyczania. Na kasetach znalazły się po 4 odcinki serialu:
- kaseta 1:
  1. Zemsta bogów
  2. Tajemnicza kula
  3. Chronos, władca czasu
  4. Tajemnica Sfinksa

## Odcinki
- Serial liczy 26 odcinków.
- W Polsce serial był emitowany w TVP2, TVP3 Gdańsk, TV4 oraz na kanale Fox Kids.

### Spis odcinków
| N/o            | Oryginalna premiera | Polska premiera | Polski tytuł                 | Oryginalny tytuł                       |
| -------------- | ------------------- | --------------- | ---------------------------- | -------------------------------------- |
|                |                     |                 |                              |                                        |
| SERIA PIERWSZA |                     |                 |                              |                                        |
|                |                     |                 |                              |                                        |
| 01             | 03.10.1981          | 04.09.1991      | Zemsta bogów                 | Le Cyclope ou la Malédiction des dieux |
|                |                     |                 |                              |                                        |
| 02             | 10.10.1981          | 11.09.1991      | Tajemnicza kula              | Hératos                                |
|                |                     |                 |                              |                                        |
| 03             | 17.10.1981          | 16.10.1991      | Kwiaty strachu               | Les Fleurs sauvages                    |
|                |                     |                 |                              |                                        |
| 04             | 24.10.1981          | 18.09.1991      | Chronos, władca czasu        | Chronos                                |
|                |                     |                 |                              |                                        |
| 05             | 31.10.1981          | 04.03.1992      | Zagubiona planeta            | La Planète perdue                      |
|                |                     |                 |                              |                                        |
| 06             | 07.11.1981          | 02.10.1991      | Strażnik Kosmicznych Wiatrów | Éole ou le Coffret des vents cosmiques |
|                |                     |                 |                              |                                        |
| 07             | 14.11.1981          | 09.10.1991      | Wieczna kara                 | Sisyphe ou l’Éternel Recommencement    |
|                |                     |                 |                              |                                        |
| 08             | 21.11.1981          | 30.10.1991      | Bunt na pokładzie            | La Révolte des Compagnons              |
|                |                     |                 |                              |                                        |
| 09             | 28.11.1981          | 25.09.1991      | Tajemnica Sfinksa            | Le Sphinx                              |
|                |                     |                 |                              |                                        |
| 10             | 05.12.1981          | 23.10.1991      | Świątynia Lestrigonów        | Les Lestrygons                         |
|                |                     |                 |                              |                                        |
| 11             | 12.12.1981          | 13.11.1991      | Między ogniem i lodem        | Charybde et Scylla                     |
|                |                     |                 |                              |                                        |
| 12             | 19.12.1981          | 06.11.1991      | Fotel zapomnienia            | Le Fauteuil de l’oubli                 |
|                |                     |                 |                              |                                        |
| 13             | 26.12.1981          | 27.11.1991      | Syreni śpiew                 | Les Sirènes                            |
|                |                     |                 |                              |                                        |
| 14             | 02.01.1982          | 20.11.1991      | Bagienne stwory              | Le Marais des doubles                  |
|                |                     |                 |                              |                                        |
| 15             | 09.01.1982          | 04.12.1991      | Przed potopem                | La Deuxième Arche                      |
|                |                     |                 |                              |                                        |
| 16             | 16.01.1982          | 11.12.1991      | Wielkie marzenie Kirke       | Circé la magicienne                    |
|                |                     |                 |                              |                                        |
| 17             | 23.01.1982          | 08.01.1992      | Ukryta prawda                | Nérée ou la Vérité engloutie           |
|                |                     |                 |                              |                                        |
| 18             | 30.01.1982          | 18.12.1991      | Zagubieni w labiryncie       | Le Labyrinthe du Minotaure             |
|                |                     |                 |                              |                                        |
| 19             | 06.02.1982          | 15.01.1992      | W sercu wszechświata         | Atlas                                  |
|                |                     |                 |                              |                                        |
| 20             | 13.02.1982          | 22.01.1992      | Czarodziej w Czerni          | Le Magicien noir                       |
|                |                     |                 |                              |                                        |
| 21             | 20.02.1982          | 29.01.1992      | Rebelia na Lemnos            | Les Révoltées de Lemnos                |
|                |                     |                 |                              |                                        |
| 22             | 27.02.1982          | 05.02.1992      | Ludzie i maszyny             | La Cité de Cortex                      |
|                |                     |                 |                              |                                        |
| 23             | 06.03.1982          | 19.02.1992      | Dziwne spotkanie             | Ulysse rencontre Ulysse                |
|                |                     |                 |                              |                                        |
| 24             | 13.03.1982          | 26.02.1992      | Planeta Lotofagów            | Les Lotophages                         |
|                |                     |                 |                              |                                        |
| 25             | 20.03.1982          | 12.02.1992      | Kalipso                      | Calypso                                |
|                |                     |                 |                              |                                        |
| 26             | 27.03.1982          | 11.03.1992      | Królestwo Hadesa             | Le Royaume d’Hadès                     |
|                |                     |                 |                              |                                        |